# Mosquiter d'ulleres de Whistler
El mosquiter d'ulleres de Whistler (Phylloscopus whistleri) és una espècie d'ocell de la família dels fil·loscòpids (Phylloscopidae). Es troba a Bhutan, Xina, l'Índia, Myanmar, Nepal i Pakistan. Els seus hàbitats principals són els boscos temperats i les àrees forestals fortament degradades. El seu estat de conservació es considera de risc mínim.
L'epitet específic whistleri fa referència al policia indi i naturalista Hugh Whistler (1889-1943).